# Дороги Ирландии

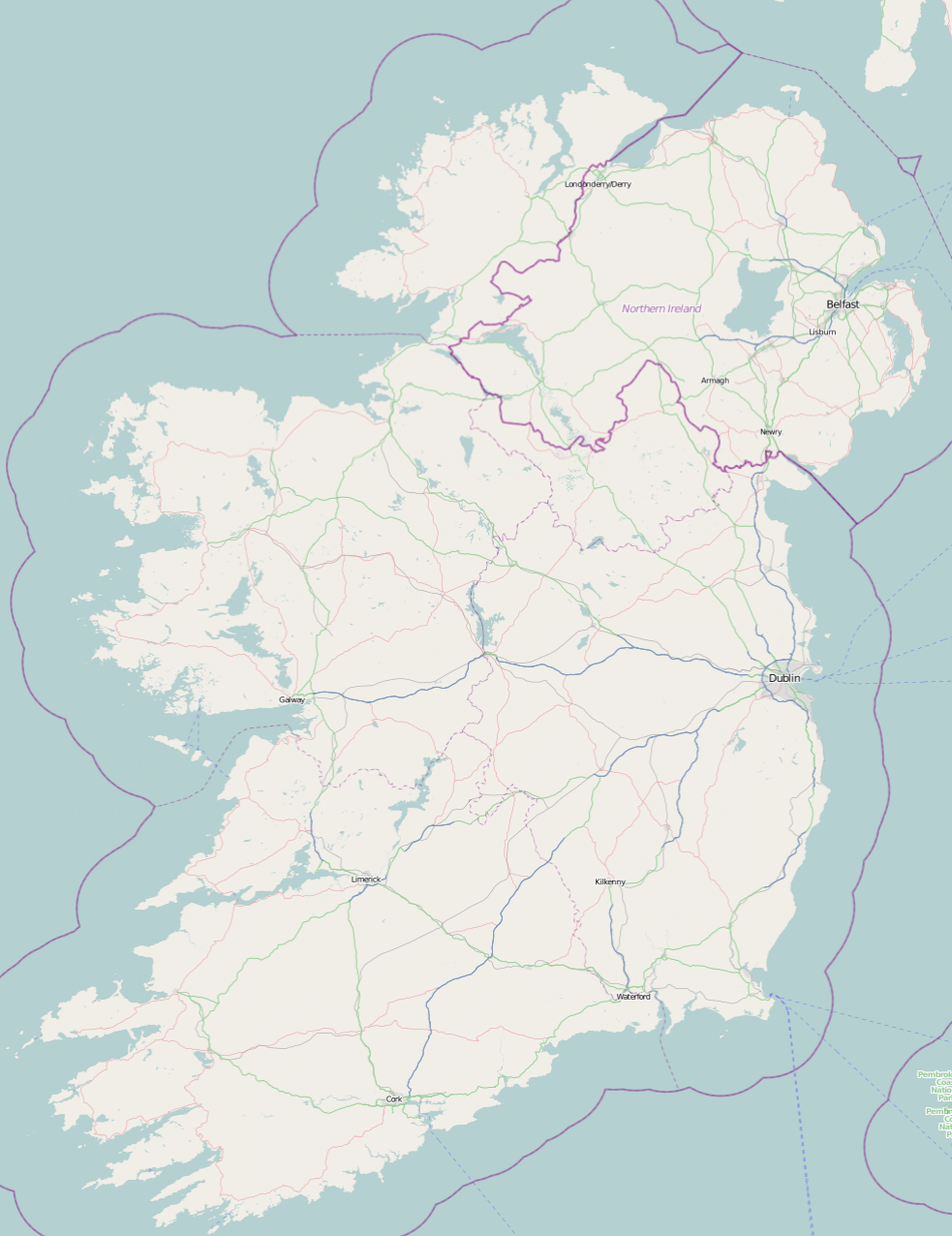
Карта крупных автодорог острова Ирландия. Автомагистрали показаны синим цветом, прочие крупные дороги — зелёным.

Остров Ирландия, на котором расположены Республика Ирландия и Северная Ирландия, обладает развитой системой автомобильных дорог. Общая длина дорог составляет десятки тысяч километров, в основном все они с твёрдым покрытием. В течение веков дороги проделали путь от грунтовых, пригодных только для пешеходов и всадников, до современных автомагистралей.

## История

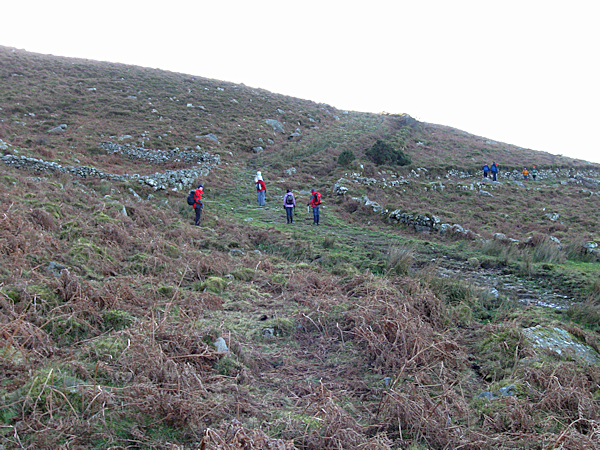
Туристы на перекрёстке древней дороги, проходящей через горы Блэкстейрс и соединяющей графства Карлоу и Уэксфорд.

В Ирландии с древних времён существовали дороги, служащие для связи между поселениями и в качестве торговых путей. Ирландия никогда не была частью Римской Империи, поэтому древние римские дороги на острове отсутствуют. Однако, с давних времён в Ирландии делались насыпи, называемые тохер (ирл. tóchar), представляющие собой каменные дороги через болота, и встречающиеся в различных регионах острова. В Манстере при раскопках была обнаружена каменная дорога эпохи Железного века.
В Анналах четырёх мастеров есть упоминание о существовании к 123 году н. э. пяти главных дорог (ирл. slighe), ведущих к Таре.

## ДорогиРеспублики Ирландия

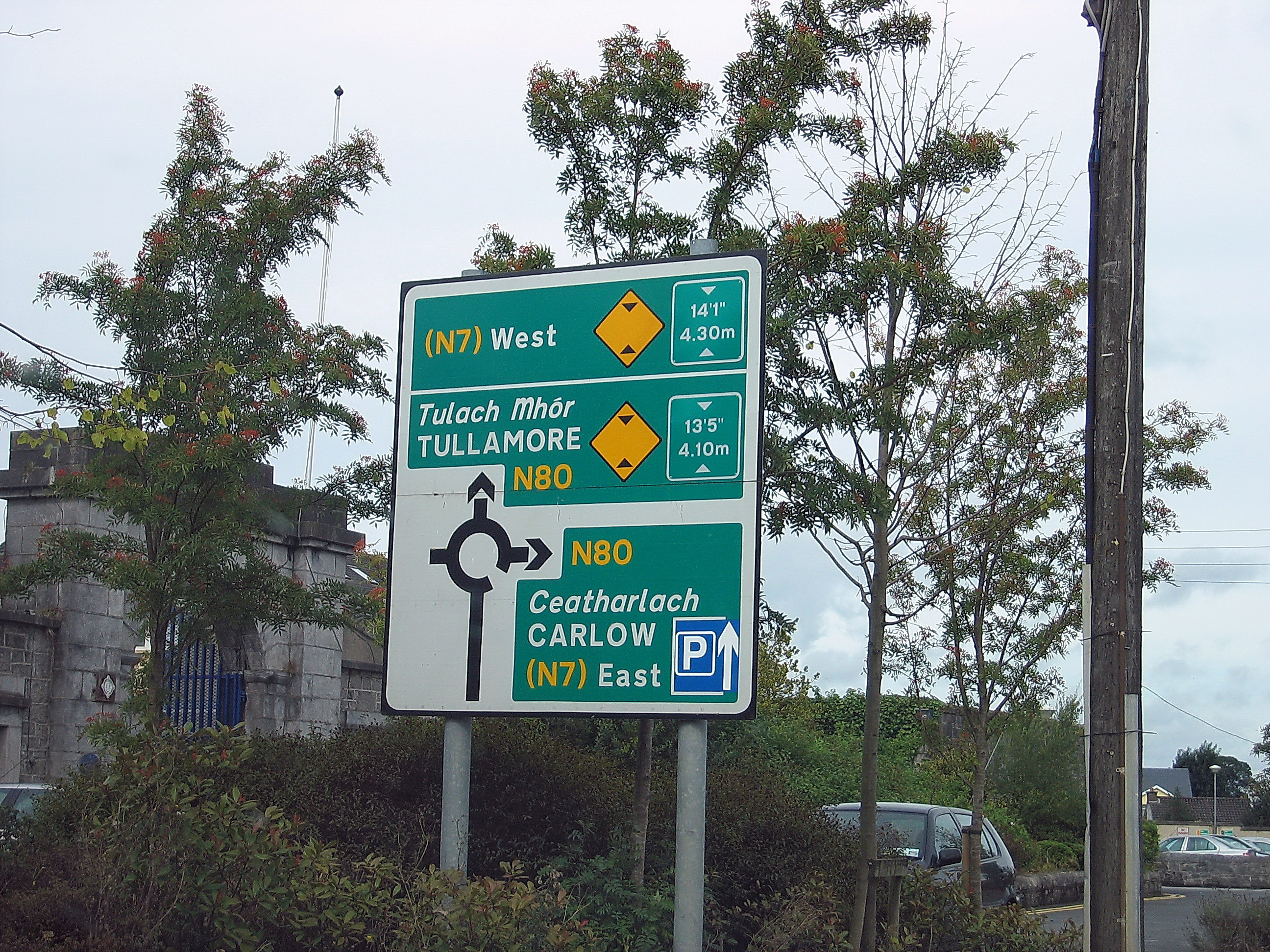
Дорожный знак в Республике Ирландия.
Графство Лиишь.

В Республике Ирландия действует развитая сеть автодорог, пронизывающая все части страны.
На конец 2007 года эксплуатировалось 5427,58 км дорог государственного: 2743,606 км автомагистралей и государственных первичных дорог и 2683,974 км государственных второстепенных дорог, которыми заведует Национальное Дорожное управление (National Roads Authority, NRA). Дополняет их сеть прочих дорог общего пользования, включающая 11 630 км региональных дорог и 78 972 км локальных дорог местного значения.
Дорожная сеть страны имеет ярко выраженную фокусировку на Дублин, в рамках программы Transport 21 производится продление автомагистралей к другим крупным городам. В соответствии с этой программой, к концу 2010 года автомагистрали или близкие к ним по классу дороги должны соединить Дублин с Корком, Лимериком, Голуэем, Уотерфордом, Белфастом.
Основные дороги в большинстве относятся к классу автомагистралей, они носят название «государственные дороги» (англ. national roads) и разделяются на два класса — первичные и вторичные.
- Государственные первичные дороги обозначаются номерами от 1 до 50, причём номера с 34 по 49 не используются.
- Государственные вторичные дороги имеют номера от 51 до 87, со следующими исключениями:
N57 переклассифицирована в N26,
N64 переклассифицирована в секцию N18,
N79 переклассифицирована в N30.

Первичные дороги, имеющие статус автомагистралей, отмечены префиксом M (англ. Motorway), не имеющие — префиксом N  (англ. National).

### Автомагистрали

Знак «Впереди автомагистраль»

Высшей категорией дорог в Республике Ирландия являются автомагистрали. Их сеть сконцентирована вокруг Дублина и расширяется в направлениях других больших городов страны. На автомагистралях запрещено обучение вождению («L drivers»), передвижение медленных (менее 50 км/ч) и маломощных (объём двигателя менее 50 см³) транспортных средств, а также инвалидных колясок, велосипедов и веломобилей, пешеходов и животных.
Действующие автомагистрали
| Название | Часть, имеющая статус магистрали                                         | Пункты назначения                                 | Пошлины                                              |
| -------- | ------------------------------------------------------------------------ | ------------------------------------------------- | ---------------------------------------------------- |
|          | От Дублина до севера Дандолка (граница с Северной Ирландией).            | Дублин — Белфаст / (Дерри)                        | Есть                                                 |
|          | Киллсхейн — север Ашборна.                                               | Дублин — Дерри                                    | Нет                                                  |
|          | От Дублина до севера Келлс                                               | Дублин — Донегол                                  | Есть                                                 |
|          | От Лукана до Маллингара                                                  | Дублин — Слайго                                   | Есть                                                 |
|          | От Киннегода до восточной части Атлона, далее от запада Атлона до Голуэя | Дублин — Голуэй                                   | Есть                                                 |
|          | От Нейса до Лимерика                                                     | Дублин — Лимерик / (Корк) / (Трали) / (Уотерфорд) | Есть                                                 |
|          | Полностью                                                                | Дублин — Корк                                     | Есть (между пересечениями с 14 по 17)                |
|          | Полностью                                                                | Дублин — Уотерфорд                                | Нет                                                  |
|          | Объезд Шанкилл/Брей, объезд Ашфорд/Ратнью, объезд Арклоу/Гори.           | Дублин — Уэксфорд                                 | Нет                                                  |
|          | Шаннон, графство Клэр, до севера Горта.                                  | Лимерик — Голуэй                                  | Нет                                                  |
|          | От окраины Лимерика до Патриксуэлла, планируется продление до Корка      | Лимерик — Корк                                    | Нет                                                  |
|          | Полностью                                                                | Дублин (кольцевая дорога)                         | Есть (только Уэст-Линк и Портовый туннель в Дублине) |

### Государственные первичные дороги

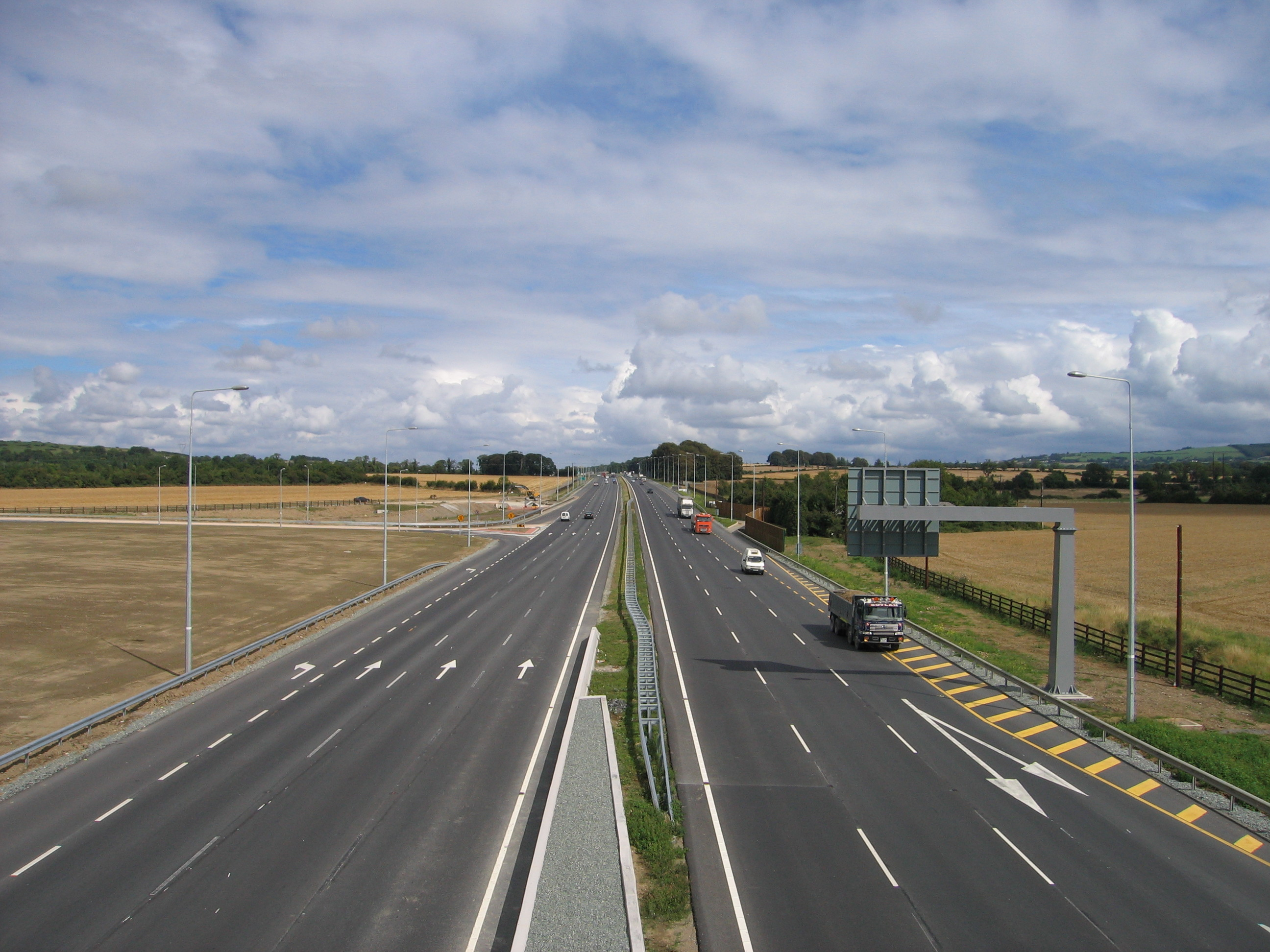
, вид с эстакады J6, графство Килдэр

Эта категория дорог обозначается буквой N и числом от 1 до 33, зарезервированы также числа до 50. Наиболее важные из них — N1 — N11, которые радиально расходятся из Дублина и пронумерованы против часовой стрелки.
| Название | Описание |
| -------- | --- |
| N1       | От Дублина до севера Дандолка (граница с Северной Ирландией).                                                                          |
| N2       | Дублин — Монахан. |
| N3       | Дублин — Каван — Баллишаннон. |
| N4       | Дублин — Слайго. |
| N5       | (ответвляется от N4 у Дублина) — Лонгфорд — Каслбар, планируется продление до Уэстпорта.                                               |
| N6       | (ответвляется от N4 у Дублина) — Киннегод — Голуэй.                                                                                    |
| N7       | Дублин — Лимерик. |
| N8       | (ответвляется от N7 у Дублина) — Порт-Лиише — Корк.                                                                                    |
| N9       | (ответвляется от N7 у Дублина) — Килкаллен — Карлоу — Уотерфорд.                                                                       |
| N10      | (ответвляется от N9 у Дублина) — Полстаун — Килкенни — Баллихейл — (N9 на Уотерфорд).                                                  |
| N11      | Дублин — Уэксфорд. |
| N12      | Монахан — граница с Северной Ирландией (далее A3 на Белфаст).                                                                          |
| N13      | (ответвляется от N15 у Слайго) — Странорлар — Леттеркенни — (A2 на Дерри и далее на Белфаст).                                          |
| N14      | Леттеркенни — Лиффорд — (далее A5 на Страбэйн).                                                                                        |
| N15      | Слайго — Донегол — Лиффорд — (далее B72, A5 на Дерри).                                                                                 |
| N16      | Слайго — (A4 на Эннискиллен и далее на Белфаст).                                                                                       |
| N17      | Голуэй — Клэрморрис — Коллуни — (N4 к Слайго).                                                                                         |
| N18      | (N4, N17 от Слайго) — Клэрголуэй — (N6 от Голуэя) Оранмор — Эннис — Лимерик.                                                           |
| N19      | (N18 от Эннис/Лимерика) — Шаннон — аэропорт Шаннон                                                                                     |
| N20      | Лимерик — Корк |
| N21      | Лимерик — Каслайленд — Трали |
| N22      | Корк — Килларни — Фарранфор — Трали |
| N23      | (N21 от Лимерика) — Каслайленд — Фарранфор — (далее N22 на Килларни)                                                                   |
| N24      | Лимерик — Уотерфорд |
| N25      | Корк — Уотерфорд — Рослэр Европорт |
| N26      | (N4, N5 от Дублина) — Суинфорд — Баллина                                                                                               |
| N27      | Центр Корка — аэропорт Корк |
| N28      | Корк — Рингаскидди |
| N29      | (ответвление от N25 к востоку от Уотерфорда до Белвью Порт)                                                                            |
| N30      | (N25 от Корка, Уотерфорда близ Нью-Росс) -— Эннискорти — (далее N11 на Дублин)                                                         |
| N31      | (ответвление от N11 в Дун-Лэаре) |
| N32      | (Соединение M50 с трассой Малахайд) |
| N33      | (Ответвление от M1 до Арди) |
| N50      | Кольцевая автодорога вокруг Дублина. Фактически это M50, но в соответствии с законодательством, она относится к первичным (N) дорогам. |

### Государственные второстепенные дороги
Государственные вторичные дороги обозначаются буквой N и числом от 51 и выше (в 2011 году — до 87). Их суммарная длина составляет более 2600 километров, что немногим менее половины протяжённости всей сети крупных дорог в государстве. Второстепенные дороги как правило хуже обслуживаются, их качество может изменяться в широких пределах, но имеют гораздо более интенсивное движение по сравнению с региональными дорогами. Практически все второстепенные дороги имеют одну проезжую часть, и только некоторые участки — две. Обычно, второстепенные дороги соответствуют стандартам региональных дорог или превосходят их. В начале XXI века покрытие и разметка второстепенных дорог активно обновлялись, однако на них существует немало слишком узких или извилистых участков. Как правило, на второстепенных дорогах нет объездов городов.

### Региональные дороги

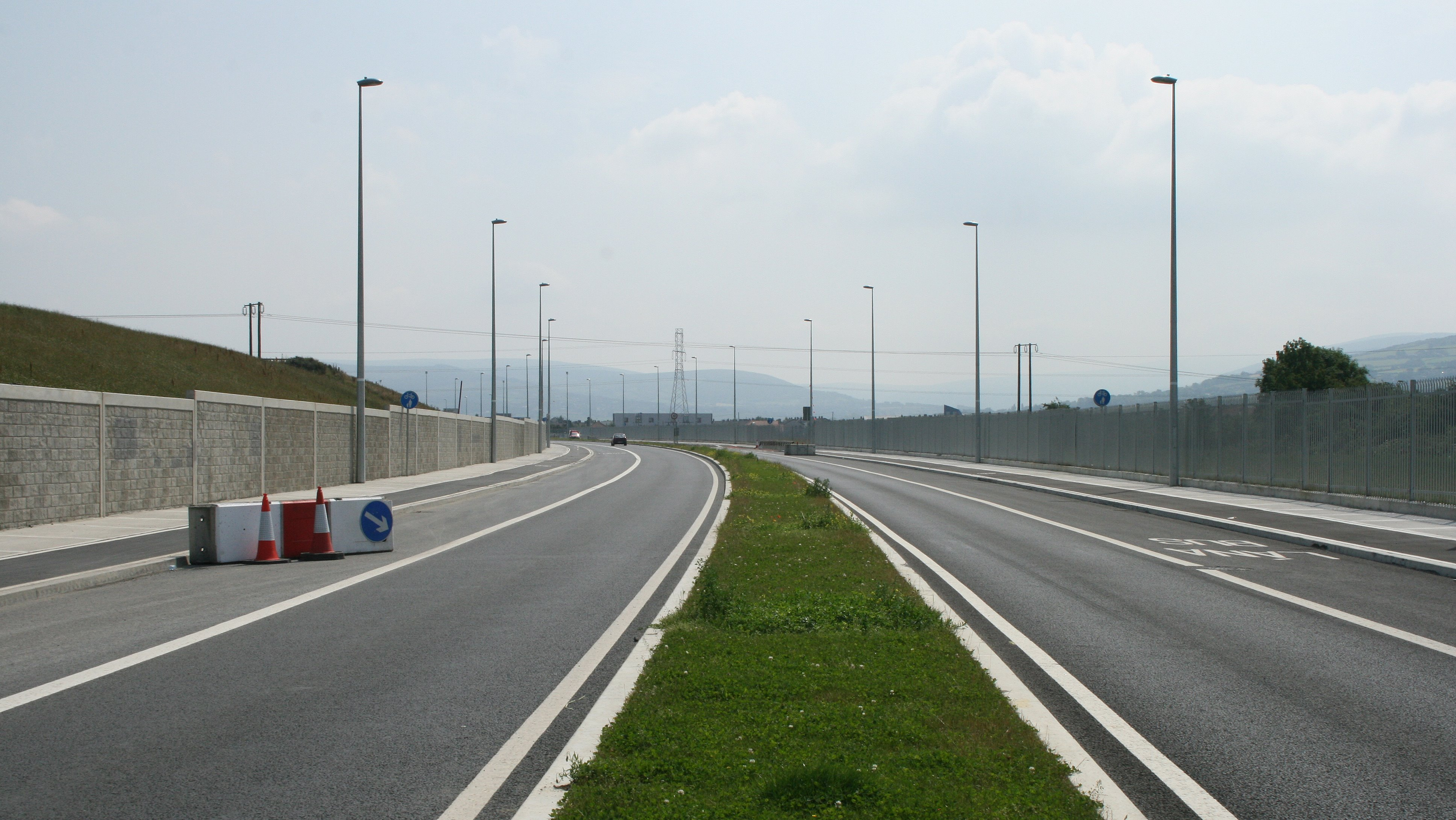
Свежеоткрытый участок, 2008 год

Протяжённость сети региональных дорог составляет более 11 600 километров. Региональные дороги обозначаются буквой R с трёхзначным числом, нумерация начинается от 1xx на северо-востоке и заканчивается 7xx на юго-востоке. Строящиеся региональные дороги нумеруются 8xx или 9xx. Наиболее загруженные дороги, например R136 или R710 — с двумя проезжими частями, у остальных — одна.
На региональных дорогах действует ограничение скорости в 80 км/ч (50 км/ч в населённых пунктах). В отличие от национальных дорог, региональные управляются местными советами.

### Местные дороги

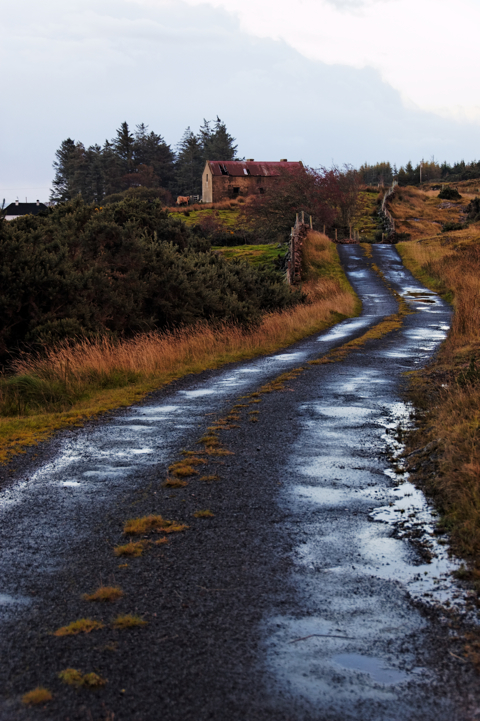
Местная дорога в графстве Мейо.

Все дороги, которые не являются национальными или региональными, относятся к классу местных (Local).
Местные дороги разделяются на три категории:
- Местные первичные — ширина более 4 метров,
- Местные второстепенные — ширина менее 4 метров,
- Местные третьестепенные — тупики, переулки и прочие небольшие участки.

Суммарная протяжённость сети местных дорог составляет 78 972 км, ограничения скорости на них аналогичны региональным дорогам.
На местные дороги обычно не ссылаются по номеру, но все они зарегистрированы с четырёх- или пятизначным номером, которому предшествует литера L.

## Дороги Северной Ирландии
В Северной Ирландии принята британская система обозначения и иерархии автодорог.

## Европейские маршруты
По территории острова Ирландия проходят шесть европейских маршрутов:
- E 01 Ларн — Белфаст — Дублин — Рослэр
- E 16 Дерри — Белфаст
- E 18 Крейгавон — Белфаст — Ларн
- E 20 Шеннон — Лимерик — Дублин
- E 30 Корк — Уотерфорд — Уэксфорд — Рослэр
- E 201 Корк — Порт-Лиише